# Gitologie
Ne doit pas être confondu avec Métallogénie.
La gitologie est une discipline de la géologie qui étudie les gîtes minéraux (ou gisements dans le cas de gîtes économiquement exploitables) par une approche naturaliste, afin de fournir une description de la morphologie des gites en les replaçant dans leur contexte géologique régional.
Le terme « gitologie » a été inventé à la fin des années 1960 par les géologues du BRGM pour définir une étude naturaliste et descriptive des gîtes minéraux qui tient compte du contexte géologique dans lequel ils se trouvent. La gitologie diffère de la métallogénie dans le sens où cette dernière est une discipline davantage orientée vers l'étude minéralogique, géochimique et mécanique des gîtes pour en déduire la genèse.